# Cartes (Kantabrien)
Cartes ist eine Gemeinde in der spanischen Autonomen Region Kantabrien. Sie liegt in der Nähe von Torrelavega und 30,5 km von Santander entfernt. Ursprünglich eine landwirtschaftliche Gemeinde, hat sie von der industriellen Entwicklung von Torrelavega profitiert.

## Orte
- La Barquera
- Bedicó
- Cartes (Hauptstadt)
- Corral
- Mercadal
- Mijarojos
- Riocorvo
- San Miguel
- Santiago de Cartes
- Sierra Elsa
- Yermo

## Bevölkerungsentwicklung
| 1842 | 1900 | 1950 | 1981 | 1991 | 2001 | 2011 |
| ---- | ---- | ---- | ---- | ---- | ---- | ---- |
| 1070 | 1336 | 2518 | 2249 | 2157 | 3645 | 5534 |